# Метворст
Метворст (нід. вимова: [ˈmɛtʋɔrst] ( прослухати)) або дроге ворст (нід. вимова: [ˈdroːɣə ʋɔrst]; «сушена ковбаса») — різновид традиційної голландської ковбаси. Ковбаски мають сильний смак і виготовляються із сирого свинячого фаршу, який потім висушують на повітрі.
Дроге ворст означає просто «суха ковбаса», що стосується процесу сушіння та текстури продукту. Назва меворст (мет від нижньонімецького слова mett, «свинячий фарш без бекону») схожа на німецьку Метвюрст, але лише за назвою, оскільки смак і приготування обох типів ковбаси дуже відмінні.
Метворст є традиційною в Нідерландах і Фландрії. Більша частина виробництва припадає на північні провінції Нідерландів: Гронінген, Фрисландія та Дренте, де вітрові умови найбільше підходять для швидкого сушіння ковбас на повітрі.
Фінська метвурсті нагадує голландський метворст або салямі: вона суха, тверда, із сильним смаком, щільна, зазвичай готується зі свинини та куштують як нарізку на хлібі. Деякі рецепти, як правило, продаються як «російські», включають конину. Через це на метвурсті, що продається в супермаркетах, часто буде написано «може містити конину» як запобіжний захід.
У Швеції нарізану ковбасу медвурст (варену або копчену) зазвичай використовують із хлібом на сніданок.
Спочатку метворст, завдяки своїй консервованості, слугувала для екстреного забезпечення бідних фермерів м'ясом за потреби або за відсутності свіжого м'яса. У міру того як виробництво м'яса поступово зростало, ковбасу почали використовувати як обід для польових робітників.
Ковбаса є прямим предком більш відомого південноафриканського друеворс, яка майже ідентична у своєму способі виробництва, хоча використовується яловичина та баранина, а не свинина.